# Světový pohár v běhu na lyžích 1987/1988
Světový pohár v běhu na lyžích 1987/88 byl sedmým ročníkem Světového poháru v běhu na lyžích pod záštitou Mezinárodní lyžařské federace (FIS). Muži odjeli celkem 11 individuálních závodů a 5 štafet, ženy 10 individuálních závodů a 6 štafet. Celkovými vítězi se stali Švéd Gunde Svan a Finka Marjo Matikainenová.

## Výsledky závodů

### Muži
| No.                       | Datum             | Místo         | Závod     | Vítěz                   | 2. místo                | 3. místo                | Ref. |
| 1                         | 12. prosinec 1987 | La Clusaz     | 15 km V   | Torgny Mogren           | Gunde Svan              | Pål Gunnar Mikkelsplass |      |
| 2                         | 15. prosinec 1987 | Kastelruth    | 30 km V   | Torgny Mogren           | Gunde Svan              | Pierre Harvey           |      |
| 3                         | 19. prosinec 1987 | Davos         | 15 km K   | Gunde Svan              | Pål Gunnar Mikkelsplass | Jan Ottosson            |      |
| 4                         | 9. leden 1988     | Kavgolovo     | 30 km K   | Vladimir Smirnov        | Alexej Prokurorov       | Christer Majbäck        |      |
| 5                         | 15. leden 1988    | Štrbské Pleso | 15 km V   | Torgny Mogren           | Holger Bauroth          | Giachem Guidon          |      |
| Zimní olympijské hry 1988 |                   |               |           |                         |                         |                         |      |
| 6                         | 15. únor 1988     | Calgary       | 30 km K * | Alexej Prokurorov       | Vladimir Smirnov        | Vegard Ulvang           |      |
| 7                         | 19. únor 1988     | Calgary       | 15 km K * | Michail Devjatjarov     | Pål Gunnar Mikkelsplass | Vladimir Smirnov        |      |
| 8                         | 27. únor 1988     | Calgary       | 50 km V * | Gunde Svan              | Maurilio De Zolt        | Andreas Grünenfelder    |      |
| 9                         | 12. březen 1988   | Falun         | 30 km V   | Pierre Harvey           | Holger Bauroth          | Kari Ristanen           |      |
| 10                        | 19. březen 1988   | Oslo          | 50 km V   | Pierre Harvey           | Silvano Barco           | Maurilio De Zolt        |      |
| 11                        | 27. březen 1988   | Rovaniemi     | 50 km K   | Pål Gunnar Mikkelsplass | Oddvar Brå              | Harri Kirvesniemi       |      |

### Ženy
| No.                       | Datum             | Místo         | Závod     | Vítěz                      | 2. místo                   | 3. místo               | Ref. |
| 1                         | 13. prosinec 1987 | La Clusaz     | 5 km V    | Marianne Dahlmo            | Jaana Savolainen           | Simone Greiner-Petter  |      |
| 2                         | 16. prosinec 1987 | Bohinj        | 10 km V   | Tamara Tichonovová         | Anfisa Rezcovová           | Antonina Ordinová      |      |
| 3                         | 19. prosinec 1987 | Reit im Winkl | 5 km V    | Marja-Liisa Kirvesniemiová | Raisa Smetaninová          | Marie-Helene Westinová |      |
| 4                         | 9. leden 1988     | Leningrad     | 10 km K   | Inger Helene Nybråten      | Vida Vencienėová           | Antonina Ordinová      |      |
| 5                         | 15. leden 1988    | Toblach       | 20 km V   | Simone Greiner-Petter      | Anna-Lena Fritzon          | Marie-Helene Westinová |      |
| Zimní olympijské hry 1988 |                   |               |           |                            |                            |                        |      |
| 6                         | 14. únor 1988     | Calgary       | 10 km K * | Vida Vencienėová           | Raisa Smetaninová          | Marjo Matikainenová    |      |
| 7                         | 17. únor 1988     | Calgary       | 5 km K *  | Marjo Matikainenová        | Tamara Tichonovová         | Vida Vencienėová       |      |
| 8                         | 25. únor 1988     | Calgary       | 20 km V * | Tamara Tichonovová         | Anfisa Rezcovová           | Raisa Smetaninová      |      |
| 9                         | 17. březen 1988   | Oslo          | 30 km V   | Marjo Matikainenová        | Marja-Liisa Kirvesniemiová | Marit Mikkelsplass     |      |
| 10                        | 27. březen 1988   | Rovaniemi     | 10 km V   | Marie-Helene Westinová     | Magdalena Wallin           | Světlana Nagejkinová   |      |

### Týmové závody
| Datum             | Místo         | Závod     | Vítěz                                                                           | 2. místo                                                                            | 3. místo                                                                             | Složení | Ref. |
| 20. prosinec 1987 | Reit im Winkl | 4x5 km K  | -                                                                               | -                                                                                   | -                                                                                    | ženy    | -    |
| 10. leden 1988    | Kavgolovo     | 4x10 km V | -                                                                               | -                                                                                   | -                                                                                    | muži    | -    |
| 10. leden 1988    | Leningrad     | 4x5 km K  | -                                                                               | -                                                                                   | -                                                                                    | ženy    | -    |
| 16. leden 1988    | Štrbské Pleso | 4x10 km K | -                                                                               | -                                                                                   | -                                                                                    | muži    | -    |
| 16. leden 1988    | Toblach       | 4x5 km V  | -                                                                               | -                                                                                   | -                                                                                    | ženy    | -    |
| 23. únor 1988     | Calgary       | 4x5 km V  | SSSR Světlana Nagejkinová Nina Gavriljuková Tamara Tichonovová Anfisa Rezcovová | Norsko Trude Dybendahlová Marit Wold Anne Jahrenová Marianne Dahlmo                 | Finsko Pirkko Määttä Marja-Liisa Kirvesniemiová Marjo Matikainenová Jaana Savolainen | ženy    | -    |
| 24. únor 1988     | Calgary       | 4x10 km V | Švédsko Jan Ottosson Thomas Wassberg Gunde Svan Torgny Mogren                   | SSSR Vladimir Smirnov Vladimir Sachnov Michail Devjatjarov Alexej Prokurorov        | Československo Radim Nyč Václav Korunka Pavel Benc Ladislav Švanda                   | muži    | -    |
| 13. březen 1988   | Falun         | 4x10 km V | Švédsko Jan Ottosson Gunde Svan Torgny Mogren Christer Majbäck                  | Norsko Bjørn Dæhlie Torgeir Bjørn Pål Gunnar Mikkelsplass Vegard Ulvang             | Itálie Marco Albarello Giorgio Vanzetta Maurilio De Zolt Silvano Barco               | muži    |      |
| 13. březen 1988   | Falun         | 4x5 km K  | Norsko Trude Dybendahlová Inger Helene Nybråten Anne Jahrenová Marianne Dahlmo  | Finsko Marja-Liisa Kirvesniemiová Marjo Matikainenová Eija Hyytiäinen Pirkko Määttä | Norsko Marit Elveos Marit Mikkelsplass Anette Bøe Solveig Pedersenová                | ženy    |      |
| 17. březen 1988   | Oslo          | 4x10 km V | Norsko Arild Monsen Pål Gunnar Mikkelsplass Torgeir Bjørn Vegard Ulvang         | Švédsko Jan Ottosson Torgny Mogren Christer Majbäck Gunde Svan                      | Švédsko Thomas Eriksson Henrik Forsberg Lars Håland Benny Kohlberg                   | muži    |      |
| 26. březen 1988   | Rovaniemi     | 4x5 km V  | -                                                                               | -                                                                                   | -                                                                                    | ženy    | -    |

- Poznámka: závody označené * byly součástí Zimních olympijských her 1988, jejich výsledky se však započítávaly i do hodnocení Světového poháru

## Celkové pořadí
| Umístění | Lyžař                   | Země          | Body |
| -------- | ----------------------- | ------------- | ---- |
| 1.       | Gunde Svan              | Švédsko       | 109  |
| 2.       | Torgny Mogren           | Švédsko       | 100  |
| 3.       | Pål Gunnar Mikkelsplass | Norsko        | 99   |
| 4.       | Holger Bauroth          | Německo       | 81   |
| 4.       | Vladimir Smirnov        | Kazachstán    | 71   |
| 6.       | Pierre Harvey           | Kanada        | 67   |
| 7.       | Vegard Ulvang           | Norsko        | 64   |
| 8.       | Jan Ottosson            | Švédsko       | 58   |
| 9.       | Alexej Prokurorov       | Sovětský svaz | 57   |
| 10.      | Kari Ristanen           | Finsko        | 50   |

| Umístění | Lyžařka                    | Země          | Body |
| -------- | -------------------------- | ------------- | ---- |
| 1.       | Marjo Matikainenová        | Finsko        | 107  |
| 2.       | Marie-Helene Westinová     | Švédsko       | 92   |
| 3.       | Marja-Liisa Kirvesniemiová | Finsko        | 82   |
| 4.       | Tamara Tichonovová         | Sovětský svaz | 81   |
| 5.       | Vida Vencienėová           | Sovětský svaz | 78   |
| 6.       | Raisa Smetaninová          | Sovětský svaz | 65   |
| 7        | Marianne Dahlmo            | Norsko        | 62   |
| 8.       | Simone Greiner-Petter      | Německo       | 59   |
| 9.       | Inger Helene Nybråten      | Norsko        | 54   |
| 10.      | Pirkko Määttä              | Finsko        | 52   |